# Vigrishinita
La vigrishinita és un mineral heterofil·losilicat que pertany al grup de la murmanita. Anomenada així per Victor Grigor'evich Grishin, col·leccionista de minerals de Revda, Rússia, per les seves contribucions en la mineralogia del complex de Lovozero.

## Característiques
La vigrishinita és un silicat de fórmula química NaZnTi₄(Si₂O₇)₂O₃(OH)(H₂O)₄. Cristal·litza en el sistema triclínic.

## Formació i jaciments
Es forma en pegmatites zonades peralcalines que es troben en foyaïtes i lujavrites en un complex alcalí estratificat. Es localitzen a la perifèria del nucli d'ussinguita, a prop del contacte amb la zona d'egirina-eudialita (en la localitat tipus).
S'ha descrit associada a microclina, ussinguita, egirina, analcima, natrolita, gmelinita-Na, gmelinita-K i chabazita-Ca.